# Washingtons Helnykterhetssällskap
Washingtons Helnykterhetssällskap (Washingtonian Total Abstinence Society) var en amerikansk nykterhetsförening, bildad den 2 april 1840, på Chase's Tavern, Liberty Street, Baltimore av sex f d alkoholister: William Mitchell, David Hoss, Charles Anderson, George Steer, Bill M'Curdy och Tom Campbell.
Deras mål var att, genom kamratstöd och gudomlig hjälp, fortsatt hålla sig helnyktra.
Innan jul hade man sänt nykterhetsförkunnare till New York och Cincinnati och snart spreds rörelsen över USA med förbluffande snabbhet och entusiasm. Tusentals människor samlades till stora väckelsemöten och redan efter ett år hade 600 000 människor avlagt personliga nykterhetslöften. Lokala Washingtonian-grupper (för män) och Martha Washington-grupper (för kvinnor) sköt upp som svampar ur jorden, men de var mycket löst organiserade och någon nationell paraplyorganisation kom aldrig till stånd.
Samtidigt som denna rörelse uppstod ett löst nätverk av (både privat och offentligt finansierade) hjälpinrättningar för alkoholister, kallade "asyler" eller "reformhus". Bland dessa fanns t.ex. Washingtonian Homes, som 1857 öppnades i Boston och Chicago.
Washingtonian-rörelsen upplöstes snart på grund av bristande organisationsvana och splittring men enskilda medlemmar förde vidare nykterhetsarbetet i andra nykterhetsorganisationer som Nykterhetens söner och Jerikos riddare.